# Axenyllodes bayeri
Axenyllodes bayeri is een springstaartensoort uit de familie van de Odontellidae. De wetenschappelijke naam van de soort is voor het eerst geldig gepubliceerd in 1935 door Kseneman.